# Ziortza-Bolibar
Ziortza-Bolibar är en kommun i Spanien. Den ligger i Biscayaprovinsen i den autonoma regionen Baskien i norra delen av landet, 300 km norr om huvudstaden Madrid. Antalet invånare är 409 (2024). Arean är 18,86 kvadratkilometer. Ziortza-Bolibar gränsar till Munitibar-Arbatzegi Gerrikaitz, Aulesti, Markina-Xemein, Mallabia och Berriz. 